# Opekun
Opekun (Опекун) è un film del 1970 diretto da Al'bert Sarkisovič Mkrtčjan.